# Distrito de Düren
Düren es un kreis (distrito) ubicado al oeste del estado federal de Renania del Norte-Westfalia (Alemania). Tiene una población estimada, a fines de 2020, de 265 140 habitantes.
La capital de distrito es Düren.

## Composición del distrito
El distrito de Düren se compone de quince gemeinden, de los que cinco poseen el título de ciudad.
| Ciudades    | Habitantes |
| Düren       | 93.403     |
| Jülich      | 33.882     |
| Linnich     | 13.685     |
| Nideggen    | 10.747     |
| Heimbach    | 4.583      |
| Gemeinden   |            |
| Kreuzau     | 18.154     |
| Niederzier  | 14.234     |
| Aldenhoven  | 14.211     |
| Langerwehe  | 14.051     |
| Nörvenich   | 11.588     |
| Merzenich   | 9.913      |
| Vettweiß    | 8.979      |
| Hürtgenwald | 8.829      |
| Titz        | 8.521      |
| Inden       | 7.452      |

Estado a: 30 de junio de 2006

## Regiones hermanadas
- Condado de Dorchester en Maryland (EUA) es un distrito hermanado desde el 6 de junio de 2005.

## Literatura
- Ulrich Coenen: Architektonische Kostbarkeiten im Kreis Düren. 2. Aufl., Aquisgrán 1989
- Kreisjahrbücher, herausgegeben von der Kreisverwaltung seit 1962 fortlaufend
- Diverse Bildbände, herausgegeben vom Kreis Düren